# Coupe Tampere
La Coupe Tampere était un tournoi annuel de hockey sur glace. Il se déroule à Tampere en Finlande.

## Palmarès

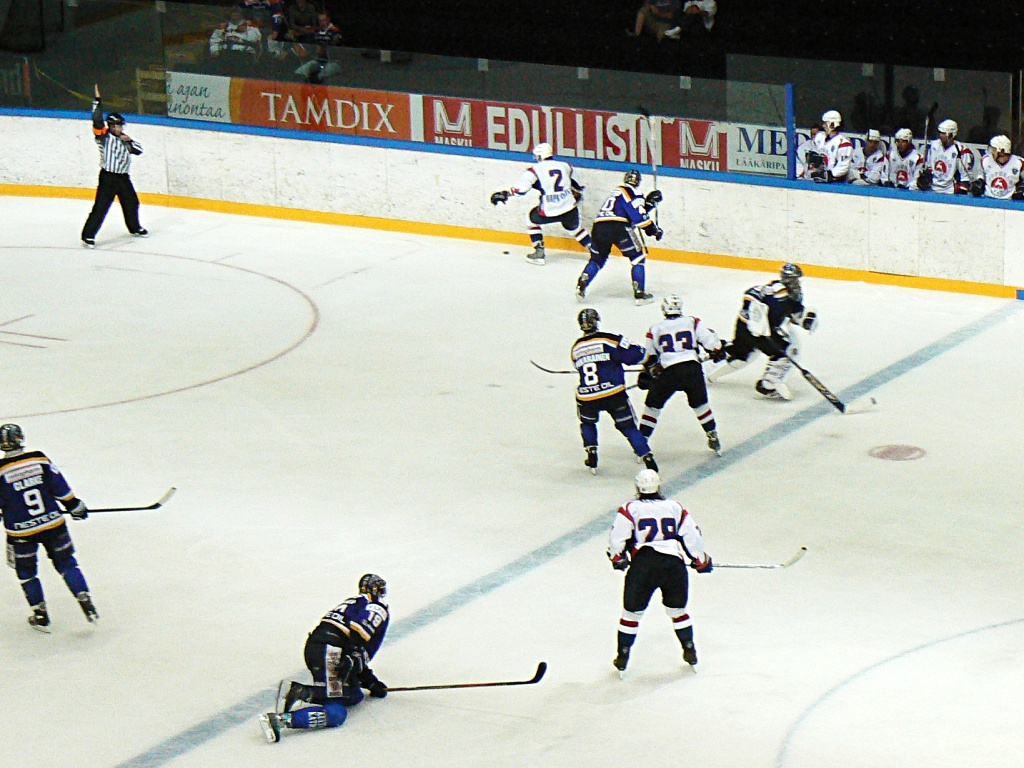
Espoo Blues et Torpedo Nijni Novgorod lors de l'édition 2007.

| Année | Vainqueur               | Second                  | Troisième      |
| ----- | ----------------------- | ----------------------- | -------------- |
| 1989  | Sokol Kiev              | Tappara                 | Ilves Tampere  |
| 1990  | Djurgården IF           | Luleå                   | Krylia Sovetov |
| 1991  | Dinamo Moscou           | Équipe USA              | Équipe Canada  |
| 1992  | Dinamo Moscou           | Luleå                   | Frölunda       |
| 1993  | Équipe USA              | Luleå                   | Ilves Tampere  |
| 1994  | HIFK                    | Tappara                 | Frölunda       |
| 1995  | Luleå HF                | Équipe USA              | CSKA Moscou    |
| 1996  | Tappara                 | Kölner Haie             | Petra Vsetín   |
| 1997  | TPS                     | Kölner Haie             | Tappara        |
| 1998  | HV 71                   | HC Davos                | Jokerit        |
| 1999  | Tappara                 | Ilves Tampere           | HIFK           |
| 2000  | Djurgården IF           | HC Košice               | EHC Kloten     |
| 2001  | Blues                   | HC Košice               | Tappara        |
| 2002  | Neftekhimik Nijnekamsk  | Tappara                 | HV 71          |
| 2003  | Kärpät Oulu             | Ilves Tampere           | HV 71          |
| 2004  | Lions                   | Kärpät Oulu             | Linköping      |
| 2005  | Metallourg Magnitogorsk | Blues                   | Lions          |
| 2006  | Metallourg Magnitogorsk | Tappara                 | Brynäs         |
| 2007  | Blues                   | Metallourg Magnitogorsk | Tappara        |
| 2008  | Metallourg Magnitogorsk | Ilves Tampere           | Blues          |
| 2015  | HIFK                    | Ilves Tampere           | Tappara        |
| 2016  | Tappara                 | TPS                     | Ilves Tampere  |
| 2017  | Tappara                 | HIFK                    | Ilves Tampere  |